# Аутомобилска индустрија у Турској
Аутомобилска индустрија у Турској игра важну улогу у производном сектору турске привреде . Компаније које послују у турском аутомобилском сектору углавном су лоциране у Mраморној регији .
Турска је 2022. произвела 1.352.648 моторних возила, рангирајући се као 13. највећи произвођач у свету (производња је достигла врхунац од 1.695.731 моторних возила 2017. године, када је Турска такође била на 13. месту ). Турске аутомобилске компаније као што су ТЕМСА, Отокар и БМЦ су међу највећим светским произвођачима комбија, аутобуса и камиона. Тогг или турска Аутомобиле Јоинт Вентуре Гроуп Инц. је прва компанија која се бави производњом потпуно електричних возила у Турској. Са кластером произвођача аутомобила и добављача делова, турски аутомобилски сектор је постао саставни део глобалне мреже производних база, извозећи моторна возила и компоненте у вредности од скоро 20 милијарди долара. У 2017. скоро 85% извоза отишло је у Европу. Глобални произвођачи аутомобила са производним погонима су Фиат / Тофас, Оиак-Ренаулт, Hyundai, Toyota, Хонда и Форд / Отосан .
Темељи индустрије постављени су 1950-их када је ТОЕ (Турк Отомотив Ендустрилери А.С.) почео да производи РЕО војни камион и касније камионе компаније International Harvester . Кратак поход у производњу аутомобила је заустављен. Године 1961. први домаћи аутомобил Деврим направио је произвођач возова ТУЛОМСАС. Оснивањем фабрике монтаже Отосан 1959. године, 1966. године почиње масовна производња домаћег аутомобила Анадол .

## Историја
У Турској је 15. августа 1925. основана турска фабрика за авионе, аутомобиле и моторе (Таиаре Отомобил Турк Аноним Сиркети, ТОМТАС).
Године 1929. први аутомобил је саставила у Истанбулу Форд Мотор Цомпани . Дневно се производило 48 аутомобила. Међутим, производња је прекинута због Велике депресије 1930-их.
Године 1954. основана је фабрика Јееp за производњу турских возила Вилис-Оверланд у Тузли, Турска.
Године 1959. основана је фабрика Отосан у Истанбулу за производњу модела Ford Motor Company по лиценци у Турској. Производња Форд Kонсул у фабрици Отосан почела је 1960. године.
Године 1961. Деврим седан је произведен у фабрици Туломсас у Ескишехиру . Био је то први аутохтоно дизајниран и произведен турски аутомобил.
Године 1964. почела је производња возила Остин и Морис Британске Мотор Цорпоратион у фабрици БМЦ у Измиру . Бренд БМЦ је касније у потпуности преузео турска Цукурова Гроуп 1989. године, која тренутно производи све БМЦ моделе у свету.
Године 1966. Анадол је постао први масовно произведен турски аутомобилски бренд. Све моделе Анадол произвела је фабрика Отосан у Истанбулу.
Године 1968. отворена је фабрика Тофас у Бурси за производњу Фиат модела по лиценци.
1969. године основана је фабрика Оиак-Ренаулт у Бурси за производњу модела Ренаулт .
Други светски произвођачи аутомобила као што су Тојота, Хонда, Опел, Хјундаи, Мерцедес-Бенз и МАН Truck &amp; Bus производе аутомобиле, комбије, аутобусе и камионе у својим турским фабрикама. Постоји и велики број турских брендова аутобуса и камиона, као што су БМЦ, Отокар и ТЕМСА .
До 2004. Турска је извозила 518.000 возила годишње, углавном у земље чланице Европске уније .
Европска инвестициона банка је 2006. године позајмила Тофашу 175 милиона евра за заједнички развој и производњу малих комерцијалних возила са ПСА Пеугеот Цитроен и Фиат Ауто за европско тржиште. Кредит, делимично финансирање укупних инвестиција процењених на 400 милиона евра, требало је да доведе до значајног проширења производних капацитета компаније и отварања око 5.000 нових радних места. Возила ће се производити у производном погону Тофаш у Бурси са додатним, почетним, годишњим капацитетом од 135.000 аутомобила, који ће сићи са производне траке крајем 2007.
Прво званично представљање Еток Зафера одржано је 30. августа 2007.
Као иу многим земљама, индустрија производње аутомобила је значајно погођена глобалном финансијском кризом . У марту 2009. Турско удружење аутомобилске индустрије (ОСД) саопштило је да је производња аутомобила пала за 63% на годишњем нивоу у прва два месеца 2009, пошто је извоз опао за 61,6% у истом периоду.
У 2019., високе цифре извоза аутомобила подстакнуте су значајним повећањем продаје у Холандији и САД, које су забележиле раст од 131%, односно 55%. Према Улудаг Аутомотиве Индустри Екпортерс.
Тог, турски произвођач електричних луксузних аутомобила, представљен је 27. децембра 2019. током јавног догађаја у Гебзеу у провинцији Коцаели, где је турски председник представио прототипове компактне лимузине Т10С и компактни СУВ, Т10X, који су дизајнирали Мурат Гунак и дизајнерска фирма Пининфарина. Отварање фабрике Тогг у Гемлику свечано је отворено 29. октобра 2022. године, на Дан Републике Турске. Фабрика је изграђена у кратком року од нешто више од 2 године, а изградња је почела 18. јула 2020. године на укупно 1,2 милиона квадратних метара. Током догађаја компанија је представљена својом визијом, мисијом, циљевима производње као и приступом корисницима. Овог дана је с производне траке сишло и прво Тогг возило, Анадолу црвени Т10X. Поред тога, јавност је могла да сазна за долазак купе модела са 4 врата, Ц-КСЦоупе, 2026.

## Произвођачи

### Aктивни
- БМЦ
- Бора
- Диарди
- Еркунт
- Еток
- ФНСС одбрамбени системи
- Форд Отосан
- Хонда
- Хјундаи
- Исузу
- Карсан
- Крал
- Онук
- Отокар
- Ојак-Рено
- Пилотцар
- ТЕМСА
- Тофас
- Тогг
- Тоиота
- Волкицар

### Неактивни
- Анадол
- Аскам
- Деврим
- ЕВТ Мотор
- Имза
- Отокар Рено
- Отосер
- Озалтıн

## Производња
Турска је 2022. године произвела 1.352.648 моторних возила, што је 13. највећи произвођач на свету .
Годишња производња у Турској раније је достигла врхунац од 1.695.731 моторно возило у 2017. години, када је земља такође била на 13. месту у свету .
Турска је 2010. произвела 1.124.982 моторна возила, сврставајући се као 7. највећи произвођач аутомобила у Европи; иза Немачке (5.819.614), Француске (3.174.260), Шпаније (2.770.435), Уједињеног Краљевства (1.648.388), Русије (1.508.358) и Италије (1.211.594).
Турска је 2008. произвела 1.147.110 моторних возила, рангирајући се као 6. највећи произвођач у Европи (иза Уједињеног Краљевства и изнад Италије) и 15. највећи произвођач у свету.
Комбиновани капацитет 6 компанија које производе путничке аутомобиле износио је 726.000 јединица годишње у 2002. години, достижући 991.621 јединица годишње у 2006. У 2002. Фиат/Тофас је имао 34% овог капацитета, Оиак/Ренаулт 31%, Хиундаи/Ассан и Тоиота по 14%, Хонда 4%, а Форд/Отосан 3%.
Са кластером произвођача аутомобила и добављача делова, турски аутомобилски сектор је постао саставни део глобалне мреже производних база, извозећи моторна возила и компоненте у вредности од преко 22.944.000.000 долара у 2008.

## Домаћи турски ауто
Постојећа дизел возила узрокују загађење ваздуха у Турској . Турска је 2. новембра 2017. објавила да је пет турских компанија, уз координацију Уније комора и робних берзи Турске, одлучило да учествује у конзорцијуму за домаћу производњу електричних возила, који је основан 2018. године под именом Тог . Први прототипови, које је дизајнирао Пининфарина, представљени су медијима 2019. године, а комерцијална продаја би требало да почне до 2022.
Електрични аутомобили ће се производити у пет модела (Ц-сегмент хечбек, Ц-сегмент лимузина, Ц-сегмент МПВ, Ц-сегмент СУВ и Б-сегмент СУВ) и почетна стопа производње биће 175.000 возила годишње. Производња можда неће бити довољна да се избегне ризик по економију Турске од високих рачуна за увоз нафте средином 2020-их.
Конзорцијум Тог укључује следеће турске компаније:
- Анадолу Груп
- БМЦ
- Туркцел
- Зорлу Холдинг

## 2 и 3 точка
Турска производи електричне бицикле, ескутере и троточкаше.

## Камиони
Производе се електрични камиони.

## Батерије
Упркос великим резервама аморфног графита, недовољно се копа и недостају карике у његовој преради у негативне електроде (понекад се називају аноде).

## Мрежа за пуњење
Ажурирано: 2020., although the public charging network has enough fast DC charging for the Istanbul Ankara motorway, it is sparse or non-existent in many other parts of the country, but would be technically easy to expand.

## Економија
Ажурирано: 2021. the special consumption tax(Turkish) – a sales tax on luxuries, such as private cars – is
- Мотор до 85 kW - 60%
- 85 kW до 120 kW - 150%
- 120 kW и преко 220% [33]